# Iszmáíl Hanije
Iszmáíl Hanije (arabul: إسماعيل هنية Ismaʻīl Haniyya, Al-Sáti, Gázai övezet, 1963. május 8. – Teherán, 2024. július 31.) palesztin politikus, a Hamász iszlamista szervezet egyik vezetője, 2006-tól 2014-ig a Palesztin Nemzeti Hatóság – vitatott – miniszterelnöke. (A két legbefolyásosabb palesztin szervezet, a Hamász és a Fatah között bekövetkezett törés eredményeként, Mahmúd Abbász palesztin elnök 2007-ben Szalám Fajjádot nevezte ki miniszterelnökké. Ezt a lépést a Hamász és a vele szövetségben levő szervezetek a mai napig nem ismerték el.)

## Élete
Iszmáil Hanije az Al-Sáti palesztin menekülttáborban született, az ekkor egyiptomi megszállás alatt lévő Gázai övezet területén. Szülei az 1948-as arab–izraeli háború idején menekültek ide Askelón környéki otthonukból. Hanije az ENSZ által létesített iskolákban végezte tanulmányait, majd 1987-ben végzett a Gázai Iszlám Egyetemen, arab irodalom szakon. Még egyetemi tanulmányai alatt kapcsolatba került a Muszlim Testvériséggel, majd a Hamásszal is. Részt vett az első intifádában, ezért az izraeli hatóságok 1987–1989 között három ízben is börtönbüntetésre ítélték, 1992-ben engedték szabadlábra, de még abban az évben Libanonba deportálták több mint 400 Hamász-aktivistával együtt Egy év múlva hazatérhetett Gázába, ahol a gázai egyetemen lett dékán.
1997-ben Ahmed Jászín Hamász-vezető irodafőnöke lett, majd Jásszin nemsokára a Palesztin Nemzeti Hatóság szóvivőjének nevezte ki. 2003-ban egy öngyilkos merénylet miatti megtorlásként az Izraeli Légierő támadást hajtott végre a Hamász vezetőség ellen, de Hanije túlélte a támadást, enyhébb sérüléseket szerezve. A második intifáda idején Hanije pozíciója ugrásszerűen megnőtt, Jásszin 2004-es meggyilkolása után őt választották meg a Hamász vezetőjének, majd 2006-ban a Palesztin Nemzeti Hatóság miniszterelnökévé nevezték ki. Erre válaszul Izrael és az Amerikai Egyesült Államok szankciókat léptetett életbe a Nemzeti Hatóság ellen, Izrael pedig blokád alá vonta a Gázai övezetet. A helyzetet tovább súlyosbította, mikor a Fatáh és a Hamász között nyílt fegyveres konfliktus tört ki. Ennek eredményeként a Hamász uralma alá hajtotta a Gázai övezetet, míg a Fatah Ciszjordániában fészkelte be magát. Mahmúd Abbász palesztin elnök 2007-ben Hanijét hivatalosan felmentette a miniszterelnöki tisztségből, helyére szövetségesét, Szalám Fajjádot nevezve ki. Abbász lépését azonban a Hamász nem ismerte el, továbbra is Hanijét tartva a Nemzeti Hatóság törvényes miniszterelnökének.
2017. május 6-án Hanijet megválasztották a Hamász politikai vezetőjévé Khaled Mashal helyére. Hanije ezután a Gázai övezetből Katarba települt. Az Izrael-Hamász háború kitörését követően Izrael kinyilvánította szándékát, hogy meggyilkolja a Hamász összes vezetőjét, Hanijet is beleértve. 2024 elején három fia és három unokája meghalt a Gázai övezetben egy izraeli légicsapásban. 2024 májusában Karim Khan, a Nemzetközi Büntetőbíróság ügyésze bejelentette, hogy a Nemzetközi Büntetőbíróság vizsgálatának részeként háborús és emberiesség elleni bűncselekmények miatt kíván elfogatóparancsot kérni Hanije és más Hamász-vezetők ellen. 2024. július 31-én Hanijet egy állítólagos izraeli csapás során gyilkolták meg egy iráni látogatása során.